# Кетеринг
Кетеринг (енгл. Kettering) је град у Уједињеном Краљевству у Енглеској. Према процени из 2007. у граду је живело 54.396 становника.

## Становништво
Према процени, у граду је 2008. живело 54.396 становника.
| 1981.  | 1991.  | 2001.  |
| ------ | ------ | ------ |
| 44.758 | 47.186 | 51.063 |

## Градови побратими
- Кетеринг
- Ланштајн